# Ewaryst Jan Bełżecki
Ewaryst Jan (Jan Ewaryst) Bełżecki herbu Jastrzębiec – dworzanin pokojowy królewski w latach 1640–1659, pisarz pokojowy, dworzanin królewski w 1658 roku, starosta wyszogrodzki w 1660 roku.
Syn kasztelana halickiego Jana i Zofii Cieszanowskiej. Miał syna Adama Stanisława.
Poseł na sejm 1640 roku, sejm 1641 roku, sejm 1646 roku. Poseł na sejm ekstraordynaryjny 1642 roku z sejmiku bełskiego. Poseł sejmiku bełskiego na sejm 1658 roku, poseł na sejm 1659 roku, poseł sejmiku wyszogrodzkiego na sejm 1661 roku.
Deputat do urządzania mennicy w 1659 roku.